# Batalla en el cielo
Pour plus de détails, voir Fiche technique et Distribution.
Batalla en el cielo (sous-titré de sa traduction française Bataille dans le ciel) est un film belgo-franco-germano-mexicain de Carlos Reygadas sorti en 2005. Il a été présenté en compétition officielle au festival de Cannes 2005.

## Synopsis
Mexico. Ana à genoux fait un mouvement de va-et-vient avec dans sa bouche le sexe en érection de l'homme nu qui se tient debout devant elle. Le métro, la circulation. Marcos Hernández, chauffeur d'un général, a enlevé avec sa femme un bébé qui meurt de manière accidentelle. Très éprouvé, il se confie à Ana, la fille de son patron qui se prostitue par plaisir. Après s'être offerte à lui, le laissant sans jouissance, elle lui conseille de se rendre à la police. Face à toutes les festivités, malgré sa femme qui tente de le retenir, il sombre. Ana est son refuge : il la poignarde. Immédiatement, la police se met à sa recherche. Il se dirige à genoux vers la basilique Notre-Dame de Guadalupe où il finit par s'effondrer. Bouclant avec la première scène, Ana et lui se retrouvent dans la même posture qu'au début du film, sauf qu'ils se parlent, échangent sourires et mots d'amour.

## Fiche technique
- Réalisation : Carlos Reygadas
- Scénario : Carlos Reygadas
- Production : Philippe Bober, Carlos Reygadas, Jaime Romandia, Susanne Marian
  - Production déléguée : Hamish McAlpine
- Photographie : Diego Martinez Vignatti
- Musique : John Tavener
- Société de production : Mantarraya Producciones (Mexique), Société Parisienne de Production (France), No Dream Cinema (Mexique), Mackey Co. (Mexique), ZDF/arte, Arte France cinéma (France), Fonds Sud (France), The Coproduction Office (Allemagne), Tarantula (France).
- Distribution : Bac Distribution (France)
- Montage : Adoración G. Elipe, Nicolas Schmerkin, Benjamin Mirguet
- Costumes : Elsa Ruiz Pirinoli
- Genre : Drame, érotique
- Durée : 90 minutes
- Interdit aux moins de 16 ans

## Distribution
Par ordre d'apparition :
- Marcos Hernández (Marcos)
- Anapola Mushkadiz (Ana)
- Bertha Ruiz (la femme de Marcos)
- Cristian del Rio (un enfant dans le métro)
- Carolina Islas (une mère dans le métro)
- Agustin Gomez Barriga
- Marlon Brown
- Pablo Gil Sanchez Mejorada
- Alvaro Bartolini
- Grace Avila
- Gina Vallejo
- Carlos Ramos III
- Valeria y Santos Alvarez
- Jose Garcia
- Elizabeth Garcia
- Magdalena Flores
- Teresa Barranco
- Juan Barranco
- Marisela Barranco
- Saul Hernandez
- Said Hernandez
- Omar Valentin Fernandez (Irving)
- Marcela Cuevas
- Frederico Castillo
- Eduardo Ortiz
- Rafael Corres "El Chuter"
- Ioshua Kushnir
- Paola Martinez Tremari
- Leonardo Guzman
- Carlos Cosio
- Fernando Penhos Zaga
- Aline Ledersneider
- Jessica Mizrahi
- Michelle Aizpuru
- Estela Martinez Tremari (Inès)
- Sofia Tremari (une amie d'Inès)
- Jorge Bacha
- Melisa Edson
- José Ramon Fernandez
- Diego Martinez Vignatti (Vignatti)
- Adrian Arce
- Ernesto Velasquez
- Fernanda Romandia (la photographe et une policière)
- Deborah Fosas
- Rosalinda Ramirez (Viky)
- Mauricio Cornejo
- José de Juan Salazar
- Jorge Mendoza "El Coco"
- Stefani Abigail Hernandez
- David Bronstein (Jaime)
- Alejandro Mayar Rea (le chef de la police)
- Luis Lozada "El Mago" (le prédicateur)
- Brenda Angulo
- Francisco 'El Gato' Martínez (le pompiste)
- Diego Martínez Vignatti (un footballeur)
- Ana Barbara Fierro
- Rafael Parra